# Графлінг
Графлінг (нім. Grafling) — громада в Німеччині, знаходиться в землі Баварія. Підпорядковується адміністративному округу Нижня Баварія. Входить до складу району Деггендорф.
Площа — 46,28 км2. Населення становить 2772 ос. (станом на 31 грудня 2020).